# Illud Divinum Insanus
 (juillet 2012).
Si vous disposez d'ouvrages ou d'articles de référence ou si vous connaissez des sites web de qualité traitant du thème abordé ici, merci de compléter l'article en donnant les références utiles à sa vérifiabilité et en les liant à la section « Notes et références ».
Albums de Morbid Angel
Heretic
(2003) Kingdoms Desdained
(2017)
Illud Divinum Insanus est le huitième album studio du groupe de death metal américain Morbid Angel, sorti en 2011
Une grande majorité des musiques de cet album a été entièrement écrite par David Vincent, ce qui n'est jamais arrivé auparavant, les autres albums de Morbid Angel ayant tous été presque entièrement composés par le guitariste leader du groupe, Trey Azagthoth.

## Style
Illud Divinum Insanus se distingue dans la discographie du groupe par son mélange entre death metal et éléments électroniques, parfois proches de la techno et de la musique industrielle. Ce mélange, jugé de mauvaise qualité, a créé la controverse au sein des fans et amateurs du groupe. David Vincent utilise également sa voix claire sur quelques passages, une première pour le groupe.
Le batteur Pete Sandoval fut remplacé par Tim Yeung à cause d'un problème au dos qui l'a empêché de jouer pendant de nombreux mois. Ce dernier n'a pas caché qu'il n'était pas déçu de ne pas avoir participé à cet album, déclarant que « Les chansons plus technologiques d'Illud Divinum Insanus sont à mes oreilles éloignées de l'optique originelle. Je les considère comme un manque de jugement esthétique et un éloignement des saveurs du Morbid Angel classique. En tout cas, je suis content de ne pas être associé à "ça". ».

## Réception
Cet album fut un immense échec critique[réf. nécessaire] à sa sortie et est aujourd'hui un des albums de metal, tous styles confondus, les plus controversés jamais sortis[réf. nécessaire].

## Liste des morceaux
1. Omni Potens - 2:28
2. Too Extreme! - 6:13
3. Existo Vulgoré - 3:59
4. Blades for Baal - 4:52
5. I Am Morbid - 5:16
6. 10 More Dead - 4:51
7. Destructos vs. Vs the Earth / Attack - 7:15
8. Nevermore - 5:07
9. Beauty Meets Beast - 4:56
10. Radikult - 7:37
11. Profundis - Mea Culpa - 4:05

## Credits
- David Vincent - basse, chant
- Trey Azagthoth - guitare
- Destructhor - guitare
- Tim Yeung - batterie